# اگنیهال
اگنیهال (به انگلیسی: Agnihal) یک منطقهٔ مسکونی در هند است که در کارناتاکا واقع شده‌است.

## خصوصیات
اگنیهال ۴۷۷ نفر جمعیت دارد.